# جوني ميرسير
جوني ميرسير (بالإنجليزية: Johnny Mercer)‏ هو سياسي بريطاني، ولد في 17 أغسطس 1981 في كنت في المملكة المتحدة. حزبياً، نشط في حزب المحافظين. في الانتخابات العامة في المملكة المتحدة 2015، انتخب عضو برلمان المملكة المتحدة الـ56 عن دائرة Plymouth Moor View (UK Parliament constituency) ‏ وقد انضم خلال فترته النيابية ‏ (8 مايو 2015 – 3 مايو 2017) للكتلة البرلمانية حزب المحافظين وفي الانتخابات التشريعية البريطانية 2017، انتخب عضو برلمان المملكة المتحدة الـ57 عن دائرة Plymouth Moor View (UK Parliament constituency) ‏ وقد انضم خلال فترته النيابية ‏ (8 يونيو 2017 – ) للكتلة البرلمانية حزب المحافظين.

## روابط خارجية
- جوني ميرسير على موقع IMDb (الإنجليزية)